# Republic Motor Vehicle Company
Die Republic Motor Vehicle Company war ein US-amerikanischer Hersteller eines Kleintransporters mit Elektroantrieb, der nur 1902 angeboten wurde.

## Beschreibung
Geleitet wurde der Betrieb von J. Fallis Linton, das Domizil war an 322, 3rd Avenue, Minneapolis, Minnesota. Eigentlich handelte es sich um eine Automobilvertretung. Sie erhielt 1901 den Auftrag, fünf Elektro-Kleintransporter zur Auslieferung von Post herzustellen. Bereits im Januar 1902 musste Linton einen Vertrag mit der Straßenbahngesellschaft von Minneapolis abschließen zum Verteilen der Post, weil bestellte Bestandteile nicht eintrafen.
Es ist anzunehmen, dass die fünf Fahrzeuge schließlich gebaut wurden. Von weiteren Elektromobilen der Republic Motor Vehicle Company ist allerdings nichts überliefert.